# Acidosi respiratoria
L' acidosi respiratoria è una condizione patologica, comune a diverse malattie, caratterizzata da una tendenza alla riduzione del pH del plasma sanguigno ("acidosi") provocata da una ridotta eliminazione, con conseguente accumulo nel sangue, dell'anidride carbonica ("respiratoria").

## Clinica
La condizione conosciuta come acidosi respiratoria si verifica generalmente quando c'è un insuccesso nella ventilazione, con conseguente accumulo di biossido di carbonio (CO2) nell'organismo. La principale anomalia associata a un elevato PCO2 arterioso è rappresentata dalla diminuzione del rapporto tra bicarbonato arterioso e PCO2 arterioso, che si traduce in un abbassamento del pH. In presenza di ipoventilazione alveolare, due caratteristiche comunemente riscontrate sono l'acidosi respiratoria e l’ipercapnia, ossia un'elevata concentrazione di CO2 nel sangue arterioso. Per compensare questa alterazione nell'equilibrio tra biossido di carbonio (CO2) e bicarbonato (HCO3-), i reni aumentano l'escrezione di acido sotto forma di idrogeno e ammonio, mentre aumentano l'assorbimento di base sotto forma di bicarbonato. Questa compensazione contribuisce a riportare il pH ai valori normali.

### Eziologia
I centri respiratori situati nella protuberanza e nel midollo controllano la ventilazione alveolare. I chemiorecettori per PCO2, PO2 e pH regolano la ventilazione. I chemiorecettori centrali nel midollo sono sensibili ai cambiamenti nel livello di pH. Una diminuzione del pH influenza la meccanica della ventilazione e mantiene adeguati livelli di biossido di carbonio e ossigeno. Quando la ventilazione viene disturbata, il PCO2 arterioso aumenta e si sviluppa un disturbo dell'equilibrio acido-base. Un altro meccanismo fisiopatologico può essere dovuto alla discrepanza ventilazione/perfusione dello spazio morto.
L'acidosi respiratoria può essere suddivisa in acuta, cronica o acuta e cronica. Nell'acidosi respiratoria acuta, vi è un improvviso aumento del PCO2 a causa di un fallimento della ventilazione. Ciò può essere dovuto a ictus cerebrovascolari, all'uso di depressori del sistema nervoso centrale come gli oppioidi, o all'incapacità di utilizzare i muscoli della respirazione a causa di disturbi come la miastenia gravis, una distrofia muscolare o la sindrome di Guillain-Barré. A causa della sua natura acuta, vi è una leggera compensazione che avviene minuti dopo l'insorgenza. Al contrario, l'acidosi respiratoria cronica può essere causata dalla BPCO, in cui vi è una diminuita reattività dei riflessi agli stati di ipossia e ipercapnia. Altre persone che sviluppano acidosi respiratoria cronica possono avere affaticamento del diaframma a causa di un disturbo muscolare. L'acidosi respiratoria cronica può anche essere osservata nella sindrome da obesità-ipoventilazione, nota anche come sindrome di Pickwick, nella sclerosi laterale amiotrofica e nei pazienti con gravi difetti scheletrici toracici. Nei pazienti con malattie respiratorie croniche compensate e acidosi, un insulto acuto come polmonite o un aggravamento della malattia può portare a una discrepanza ventilazione/perfusione.
L'acidosi respiratoria può causare lievi aumenti del calcio ionizzato e uno spostamento extracellulare del potassio. Tuttavia, l'iperkaliemia di solito è lieve. Nell'acidosi respiratoria cronica, la compensazione renale avviene gradualmente nel corso di giorni.

### Epidemiologia
La frequenza dell'acidosi respiratoria negli Stati Uniti e nel mondo varia in base all'eziologia. I pazienti con BPCO in fase terminale sono più inclini a sviluppare questo disturbo acido-base. È stato anche osservato che i pazienti sottoposti a interventi chirurgici sono a maggior rischio di sviluppare l'acidosi respiratoria.

### Fisiopatologia
L'accumulo di anidride carbonica che sta alla base dell'acidosi respiratoria può dipendere sia da una riduzione della diffusione dei gas a livello degli alvevoli polmonari, sia da una riduzione della ventilazione polmonare (volume di aria che entra ed esce dai polmoni in un minuto).
L'acidosi respiratoria ha sempre la stessa patogenesi: un disturbo a carico dell'apparato respiratorio che provoca un aumento della pressione parziale di anidride carbonica nel sangue e, di conseguenza, all'interno delle cellule. All'interno delle cellule, in presenza di acqua, la CO2 va incontro a una reazione chimica catalizzata dall'enzima anidrasi carbonica con produzione di ioni idrogeno e conseguente riduzione del pH prima all'interno delle cellule e poi, se la causa dell'acidosi persiste, anche nei liquidi extracellulari, divenendo misurabile nel plasma:
{\displaystyle \mathrm {CO_{2}} +\mathrm {H_{2}O} \leftrightharpoons \mathrm {H_{2}CO_{3}} +\leftrightharpoons \mathrm {HCO_{3}^{-}} +\mathrm {H^{+}} \;}

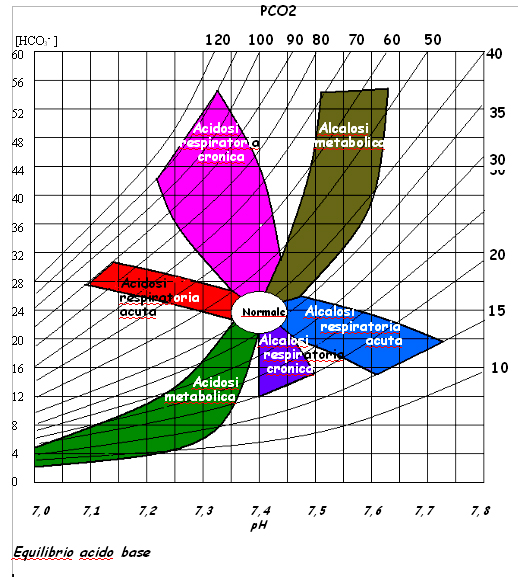
Fig. 3 Equilibrio acido-base.

A seconda della rapidità con cui si instaura il disturbo della respirazione che ha portato all'acidosi, si distinguono:
- Acidosi respiratoria acuta: può essere provocata da arresto cardiaco, intossicazioni da sovradossaggio di farmaci o droghe d'abuso come l'eroina, alcune malattie neuromuscolari.
- Acidosi respiratoria cronica: più frequentemente secondaria a broncopneumopatia cronica ostruttiva.

Tale distinzione è importante ai fini pratici, perché nelle forme acute il compenso è dovuto quasi esclusivamente ai sistemi tampone interni alle cellule; dopo alcuni giorni subentrano meccanismi di compenso a livello renale con aumento del riassorbimento di bicarbonato e aumento dell'escrezione di ioni idrogeno con le urine (prevalentemente sotto forma di ioni ammonio. Da ciò consegue che nell'acidosi respiratoria acuta e, talvolta, nella prima fase della forma cronica, il pH del plasma sarà inferiore al normale (acidemia), con pressione parziale di CO2 aumentata e bicarbonati normali o solo leggermente aumentati. Con il passare dei giorni, per l'instaurarsi del compenso renale, la concentrazione plasmatica di bicarbonati tenderà ad aumentare e il pH a tornare nell'intervallo di normalità.

### Segni e sintomi
La presentazione clinica dell'acidosi respiratoria di solito è una manifestazione della sua causa sottostante. I segni e i sintomi variano in base alla durata, alla gravità e alla progressione del disturbo. I pazienti possono presentare dispnea, ansia, rantoli e disturbi del sonno. In alcuni casi, i pazienti possono manifestare cianosi a causa dell'ipossiemia. Se l'acidosi respiratoria è grave e accompagnata da ipoventilazione prolungata, il paziente potrebbe presentare sintomi aggiuntivi come alterazione dello stato mentale, mioclono e, in casi estremi, persino crisi epilettiche. L'acidosi respiratoria porta all'ipercapnia, che induce vasodilatazione cerebrale. Se abbastanza grave, può verificarsi un aumento della pressione intracranica e papilledema, aumentando il rischio di erniazione e, potenzialmente, anche di morte. Nei casi di acidosi respiratoria cronica, possono verificarsi perdita di memoria, coordinazione compromessa, policitemia, ipertensione polmonare e insufficienza cardiaca. La persistenza di apnee durante il sonno può causare sonnolenza diurna e mal di testa. Nei pazienti con una fonte evidente di acidosi respiratoria, l'agente responsabile deve essere rimosso o invertito.

### Diagnosi
Per valutare i pazienti con sospetta acidosi respiratoria, è necessario eseguire un gas ematico arterioso e misurare il livello di bicarbonato nel siero. Altri test possono essere condotti per valutare le cause sottostanti. Nell'acidosi respiratoria, il gas ematico arterioso mostrerà un aumento del PCO2 (>45 mmHg), un aumento del bicarbonato (>30 mmHg) e una diminuzione del pH (<7.35). L'acidosi respiratoria può essere ulteriormente classificata come acuta o cronica in base all'incremento relativo del bicarbonato rispetto al PCO2. Nei casi di acidosi respiratoria acuta, il bicarbonato aumenterà di un mEq/L per ogni incremento di dieci mmHg del PCO2 in pochi minuti. Nei casi di acidosi respiratoria cronica, il bicarbonato aumenterà di quattro mEq/L per ogni incremento di dieci mmHg del PCO2 nel corso di alcuni giorni. Se la compensazione non avviene in questo modo, potrebbe essere presente un disturbo misto respiratorio-metabolico. In un paziente che presenta un'acidosi respiratoria inspiegabile, potrebbe essere opportuno effettuare uno screening tossicologico.

### Trattamento
Una volta effettuata la diagnosi, è necessario trattare la causa sottostante dell'acidosi respiratoria. L'ipercapnia deve essere corretta gradualmente poiché un'alcalinizzazione rapida del liquido cerebrospinale potrebbe portare a crisi epilettiche. La terapia farmacologica può essere utilizzata anche per migliorare la ventilazione. Broncodilatatori come i beta-agonisti, farmaci anticolinergici e metilxantine possono essere utilizzati nel trattamento dei pazienti affetti da malattie delle vie aeree ostruttive. Ilnaloxone può essere utilizzato nei pazienti che hanno fatto un'overdose di oppioidi.